# Голям Буялък
Голям Буялък (на украински: Великий Буялик; 1923-2016 — Благо́єве) е село в южна Украйна, Березивски район на Одеска област. Населението му е около 1690 души.
Разположено е на 20 m надморска височина в Черноморската низина, на 51 km северно от бреговете на Черно море и град Одеса. Селото е основано на мястото на разрушено татарско селище през 1802 година от преселници от България, главно от село Шарково. През 1923-2016 година официалното име на селището е Благоево, по името на комунистическия лидер Димитър Благоев.